# Takashi Saito
Takashi Saito (齋藤 恭志 Saito Takashi?, nacido el 25 de diciembre de 1993 en Niigata) es un futbolista japonés que se desempeña como centrocampista.

## Trayectoria

### Clubes
| Club                 | País  | Año         |
| -------------------- | ----- | ----------- |
| Japan Soccer College | Japón | 2012 - 2013 |
| Granscena Niigata    | Japón | 2014        |
| Morioka Zebra        | Japón | 2015        |
| Grulla Morioka       | Japón | 2015 - 2016 |

## Estadística de carrera

### J. League
| Club           | Año   | J. League | J. League | Copa J. League | Copa J. League | Total | Total |
| Club           | Año   | Part.     | Goles     | Part.          | Goles          | Part. | Goles |
| -------------- | ----- | --------- | --------- | -------------- | -------------- | ----- | ----- |
| Grulla Morioka | 2015  | 8         | 0         | -              | -              | 8     | 0     |
| Grulla Morioka | 2016  | 9         | 0         | -              | -              | 9     | 0     |
| Total          | Total | 17        | 0         | 0              | 0              | 17    | 0     |